# Мацудаира Кијојасу
Мацудаира Кијојасу (јап. 松平 清康1511-1536) је био јапански даимјо током периода Сенгоку (1467-1600). У историји је углавном запамћен као деда Токугава Ијејасуа, првог шогуна династије Токугава (1600-1868).

## Биографија
Пошто је од оца Нобутаде 1523. наследио вођство клана Мацудаира, Мацудаира Кијојасу је држао замкове Анџо и Оказаки у провинцији Микава и често је био у рату са својим суседима. Као и други ситни феудалци у периоду Зарађених држава, провео је свој кратки живот бранећи своју малу територију на друму Токаидо (главној саобрађајници престонице са источним Јапаном) од агресивних суседа. Погинуо је у трагичном неспоразуму од руке својих вазала: Абе Садајоши, наследни вазал клана Мацудаира, био је лажно оптужен за издају. Абе је протестовао због своје невиности, али је у том тренутку његов коњ постао немиран. Кијојасу је наредио да вежу коња, али Абе Јашичи, Садајошијев син, чуо је повике и помислио да је Кијојасу дао наређење да се његов отац веже, а не коњ, па је одмах потегао мач и убио Кијојасуа. Инцидент, зачудо, није изазвао никакав анимозитет других чланова клана према Садајошију, који је постао старатељ Кијојасуовом десетогодишњем сину Хиротади (1526-1549).